# 倚虹堂

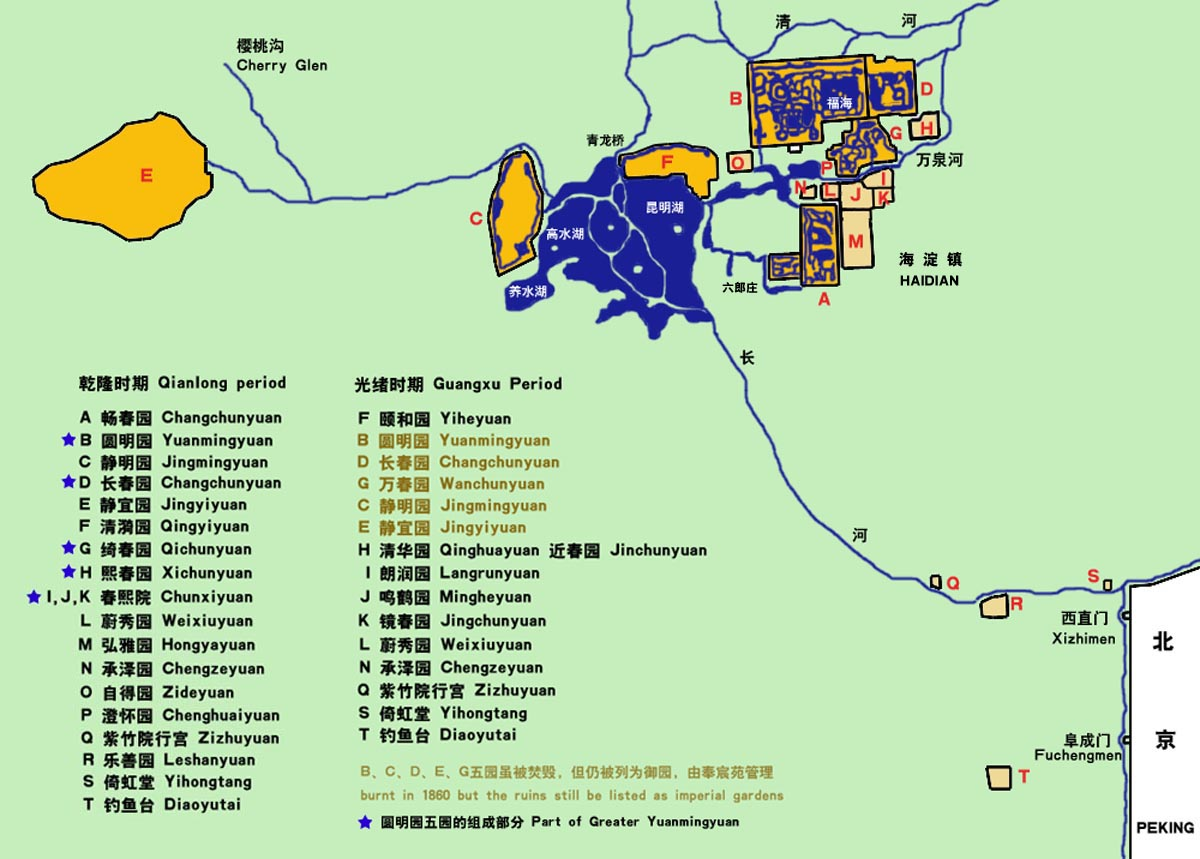
清朝北京西郊皇家园林。图中S为倚虹堂

倚虹堂位于北京西直门外高梁桥附近，长河北岸，是清朝的码头行宫。

## 简介
倚虹堂是乾隆帝为圣母皇太后六十大寿所建。乾隆十六年（1751年）建成，可在此乘舟至颐和园，也可在此易辇进宫。倚虹堂为样式雷设计，现存有《倚虹堂》、《倚虹堂古船坞地盘画样》、《倚虹堂清挖河泡船道图》等图纸。
倚虹堂坐西朝东，宫门五楹，五楹南房中间穿堂门外紧临长河的是码头。宫门额“云楣星鄂”和倚虹堂其它匾额，皆为乾隆帝御书。倚虹堂隔岸是船坞和港湾（今大钱市1至3号楼），船坞有三座坞桶，每座13间，用来储放龙舟和冰撬。清末慈禧太后常在倚虹堂船坞乘船前往颐和园。该船坞于中华民国初年被官厅拆卖。
倚虹堂的北侧（今北下关24号门前）有一棵千年古槐（树号为A04196），慈禧太后往返颐和园和圆明园，在倚虹堂用餐时，见树形好似展翅欲飞的蝴蝶，称其为“蝴蝶槐”，此名后来也传至民间。现在周围围着护栏。